# Paucituberculata
I Paucitubercolati (Paucituberculata) sono un ordine di mammiferi marsupiali caratteristici del Sudamerica, e fanno quindi parte del gruppo parafiletico Ameridelphia.
Attualmente, il gruppo è rappresentato unicamente da poche specie riunite nella famiglia dei Cenolestidi e conosciute volgarmente col nome di "opossum toporagno", ma l'ordine, apparso nel Paleocene con la superfamiglia Polydolopoidea, raggiunse il massimo della espansione e diversificazione nel corso dell'Oligocene e del Miocene.

## Sistematica
Ordine Paucituberculata - Ameghino, 1894 
- Superfamiglia Argyrolagoidea (†) - Ameghino, 1904 
  - Famiglia Argyrolagidae (†) - Ameghino, 1904
  - Famiglia Groeberiidae (†) - Patterson, 1952
  - Famiglia Patagoniidae (†) - Pascual & Carlini, 1987
- Superfamiglia Caenolestoidea - Trouessart, 1898 
  - Famiglia Abderitidae (†) - Ameghino, 1889
  - Famiglia Caenolestidae - Trouessart, 1898
  - Famiglia Palaeothentidae (†) - Sinclair, 1906
  - Famiglia Sternbergiidae (†) - Szalay, 1994
- Superfamiglia Caroloameghinioidea (†) - Ameghino, 1901
  - Famiglia Caroloameghiniidae (†) - Ameghino, 1901
  - Famiglia Glasbiidae (†) - Clemens, 1966
- Superfamiglia Polydolopoidea (†) - Ameghino, 1897
  - Famiglia Bonapartheriidae (†) - Pascual, 1980
  - Famiglia Polydolopidae (†) - Ameghino, 1897
  - Famiglia Prepidolopidae (†) - Pascual, 1980
  - Famiglia Sillustaniidae (†) - Crochet & Sigé, 1996